# 65 (Film)
65 ist ein Science-Fiction-Thriller von Scott Beck und Bryan Woods, der im März 2023 in die deutschen und US-amerikanischen Kinos kam.

## Handlung
Auf dem erdähnlichen Planeten Somaris, viele Lichtjahre von der Erde entfernt, hat sich eine hochtechnologisierte humanoide Zivilisation vor 65 Millionen Jahren zur Aufgabe gemacht, den nahen Weltraum zu erforschen.
Weil seine Tochter Nevine todkrank ist, erklärt sich der Astronaut Mills zu einer zweijährigen Expeditionsmission bereit, um Nevines Behandlung bezahlen zu können und so ihr Leben zu retten. Als sein Raumschiff, die Zoic, auf der Erkundungsexpedition das Sonnensystem durchquert, wird es von einem kleinen Asteroiden getroffen und stürzt auf einem mysteriösen Planeten ab, der urzeitlichen Erde. Den Aufprall des Schiffes überlebt neben Mills auch das Mädchen Koa. Sie ist von einem anderen Volk seines Planeten und spricht eine Sprache, die er nicht versteht.
Mills entdeckt, dass ein funktionierendes Fluchtfahrzeug der Zoic auf einem mehrere Kilometer entfernten Berg gelandet ist. Um Koa zu ermutigen, ihm zu folgen, lügt Mills darüber, dass ihre Familie auf dem Berg sei, obwohl sie bei dem Absturz ums Leben kam. Die beiden erkennen schnell, dass auf dem Planeten Dinosaurier der Kreidezeit leben. Als Mills Koa beschützt, beginnen sie sich einander anzunähern. Auf dem Weg zu der Rettungskapsel retten sie einander mehrfach das Leben.
Auf der Bergspitze erkennt Koa, dass Mills bezüglich ihrer Eltern gelogen hat, versteht aber auch, dass er dies getan hat, um sie beide zu retten. Sie verlassen die Erde im gleichen Augenblick, in dem der Asteroid einschlägt. Im Abspann sieht man, wie der Asteroid das Aussterben der Dinosaurier verursacht, eine Eiszeit auslöst, und dass sich anschließend neues Leben auf dem Planeten verbreitet bis hin zur heutigen Welt.

## Produktion
Regie führten Scott Beck und Bryan Woods, die auch das Drehbuch schrieben. Sie kennen sich bereits seit Kindesalter und arbeiteten immer gemeinsam an ihren Filmen, beginnend mit ihrem Kurzfilm Yearbook und zuletzt als Regisseure bei Halloween Haunt und als Drehbuchautoren für den Horror-Thriller A Quiet Place gemeinsam mit Regisseur John Krasinski.
Adam Driver übernahm die Hauptrolle in 65 und spielt den Astronauten Mills. Nika King spielt dessen Frau Alya und Chloe Coleman ihre Tochter Nevine. Ariana Greenblatt spielt Koa, die den Absturz auf die Erde bei der Reise in die Vergangenheit ebenfalls überlebt.

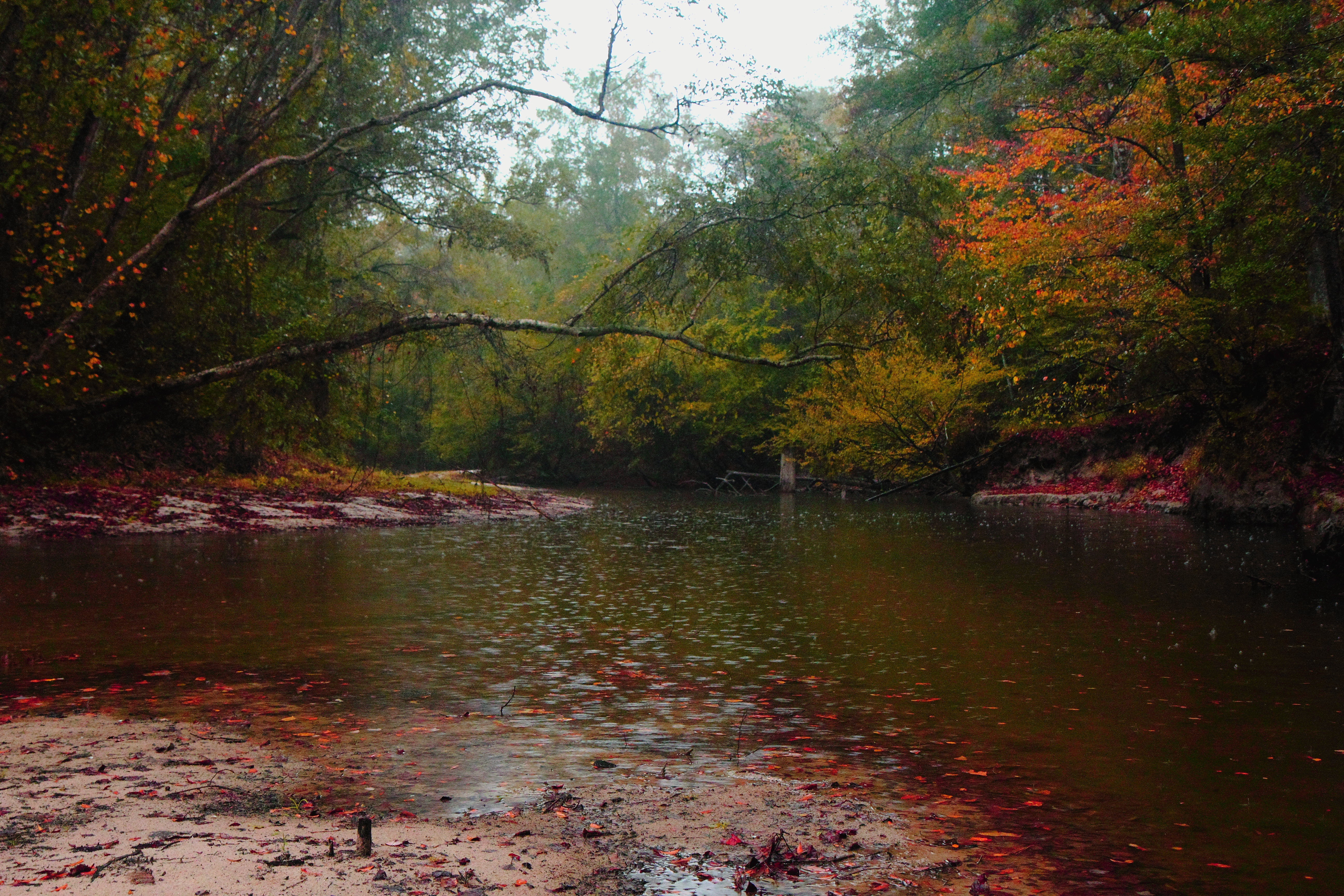
Die Dreharbeiten fanden unter anderem im Kisatchie National Forest in Louisiana statt

Gedreht wurde 2021 in Oregon und Louisiana, so im Kisatchie National Forest. Als Kameramann fungierte Salvatore Totino.
Die Kostüme entwarf der Emmy-Gewinner Michael Kaplan. In der Vergangenheit war er in mehrere Star-Wars- wie auch Star-Trek-Filme involviert.
Für die Art Direction zeichneten Chris Craine und Kelly Curley verantwortlich.
Die Filmmusik komponierte Chris Bacon. Ursprünglich war Danny Elfman hierfür vorgesehen. Das Soundtrack-Album mit 25 Musikstücken wurde am 10. März 2023 von Sony Classical als Download veröffentlicht.
Der erste Trailer wurde im Februar 2023 vorgestellt. Am 9. März 2023 kam 65 in die deutschen und am darauffolgenden Tag in die österreichischen Kinos. Am 13. April 2023 kam der Film in die Kinos in der Deutschschweiz. In den Vereinigten Staaten lief der Film nach mehreren Verschiebungen bereits am 10. März 2023 an.

## Rezeption

### Altersfreigabe
In Deutschland wurde der Film von der FSK ab 16 Jahren freigegeben. In der Freigabebegründung heißt es, der Film enthalte zahlreiche Bedrohungs- und Actionszenen, bei denen drastische Verletzungen allerdings größtenteils Dinosaurier betreffen. Jugendliche ab 16 Jahren seien problemlos fähig, diese Szenen in den Kontext der realitätsfernen Science-Fiction-Geschichte einzuordnen und eine angemessene emotionale Distanz zu wahren. Zudem würden ruhige und nachdenkliche Passagen ausreichende Entlastungsmöglichkeiten bieten.

### Kritiken und Einspielergebnis
Nur 40 Prozent der bei Metacritic verzeichneten Kritiken waren positiv. Bei Rotten Tomatoes waren es gar nur 35 Prozent.
Karsten Munt vom Filmdienst erklärt in seiner Kritik, die moderne Raumfahrt der außerirdischen Zivilisation in 65 schlage die Brücke zwischen Kreidezeit und Holozän, zwischen Menschheit und Dinosauriern, das Zusammentreffen finde aber nicht im Genre der Science-Fiction, sondern als Horrorfilm statt. Der Film interessiere sich erstaunlich wenig für Biologie, obwohl dessen Bildreservoir zu weiten Teilen von Flora und Fauna der Kreidezeit bestimmt ist. Die gesamte prähistorische Fauna erscheine als ein vom Killerinstinkt gesteuertes Kollektiv, das nur die Jagd zum Ziel hat. Die Ästhetik, die Scott Beck und Bryan Woods so effizient wie gekonnt in die Kreidezeit bringen, sei nicht ein bewundernder Blick aus dem Safari-Geländewagen hinauf zu den Giganten der Vorzeit, sondern der „Jump Scare“, so Munt. Das ergebe spannende Szenen, bringe aber auch verpasste Chancen mit sich: „Das eigentlich interessante Moment, das Fremdsein in der Welt und die damit einhergehende Verunsicherung, wird übersprungen. Das Fremde an der Erde ist allein die Brutalität ihrer Natur. Eine Perspektive, der schlichtweg das Gegengewicht fehlt.“

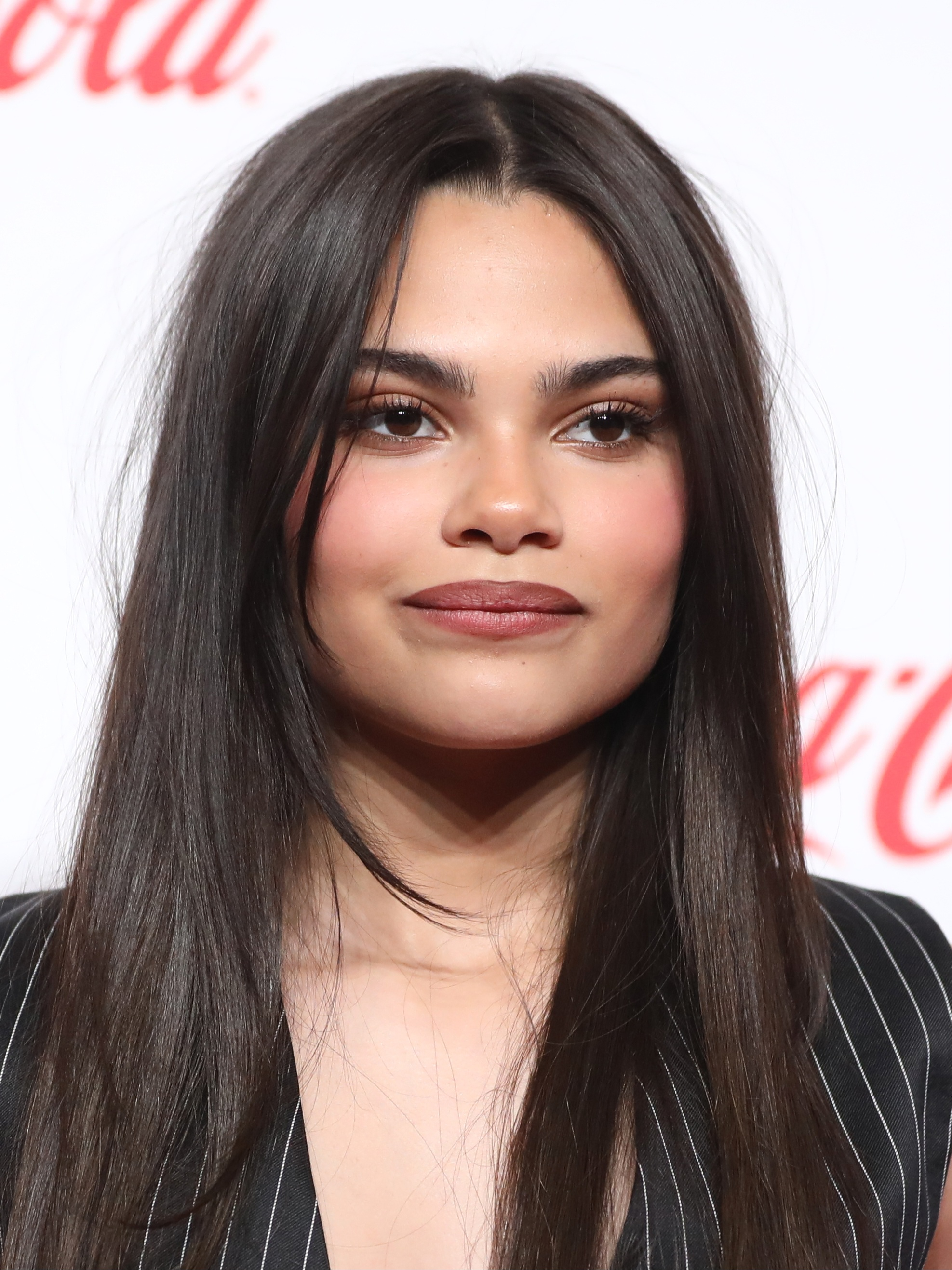
Ariana Greenblatt spielt Koa

Frank Scheck von The Hollywood Reporter schreibt, die Special Effects seien in Ordnung, dürften Steven Spielberg aber kaum den Schlaf rauben. Die Dialoge seien auch nicht besonders berauschend, dennoch entwickle sich in der Beziehung zwischen Mills und Koa etwas Wärme. Adam Driver erweise sich dank seiner imposanten Körperlichkeit einmal mehr als beeindruckender Actionfilmheld. Auch Chloe Coleman gehe mit den körperlich und emotional anspruchsvollen Aspekten ihrer Rolle wie ein Profi um, habe sie doch an der Seite von Dave Bautista in My Spy bereits einige Erfahrung mit großen, harten Kerlen zu spielen sammeln können. Anm. Tatsächlich referenziert Frank Scheck auf Chloe Coleman, die die Rolle der Tochter spielt, während er die wesentlich mehr im Vordergrund agierende Ariana Greenblatt nicht erwähnte. 
Chris Schelb von outnow.ch bemerkt in seiner Kritik, Beck und Woods hätten in ihrem neuesten Werk offensichtlich das Erfolgsrezept von John Krasinskis Film A Quiet Place, für den sie das Drehbuch schrieben, zu kopieren versucht. Erneut müssten sich die Protagonisten durch ein gefährliches Gebiet wagen, ohne dabei die Aufmerksamkeit von gefährlichen Biestern auf sich zu ziehen. Um wie bei A Quiet Place nicht allzu viele Dialoge schreiben zu müssen, hätten sie hier eine Sprachbarriere zwischen Mills und Koa eingebaut, was aber den Nachteil habe, dass man sich um die Figuren nur sorge, weil sie ein unschuldiges Mädchen ist und er ein von Erinnerungen geplagter Held. Dies sei etwas dünn, so Schelb, weshalb man auch nicht voll mit ihnen bange.
Die weltweiten Einnahmen des Films aus Kinovorführungen belaufen sich auf rund 60 Millionen US-Dollar, bei Produktionskosten von 45 Millionen US-Dollar. In Deutschland verzeichnete der Film 101.176 Besucher.

## Synchronisation
Die deutsche Synchronisation entstand nach einem Dialogbuch und der Dialogregie von Sven Hasper im Auftrag der Iyuno Germany, Berlin.
| Darsteller (Sprecher) | Synchronsprecher      | Rolle           |
| --------------------- | --------------------- | --------------- |
| Adam Driver           | Julien Haggège        | Mills           |
| Ariana Greenblatt     | Saskia Glück          | Koa             |
| Chloe Coleman         | Valentina Bonalana    | Nevine          |
| Nika King             | Bianca Warnek-Steinke | Alya            |
| (Brian Dare)          | Flurina Holeiter      | Schiffscomputer |